# Zé Béttio
José Béttio, más conocido como Zé Béttio (Promissão, São Paulo, 2 de enero de 1926 - São Paulo, 27 de agosto de 2018), fue un compositor, acordeonista, cantante y locutor de radio brasileño, uno de los locutores más populares de Brasil en la segunda mitad del siglo XX.

## Biografía
Nació en la hacienda de su abuelo en Promissão, a 456 km de São Paulo. Sus padres fueron Felippe y Mafalda Bettio, quienes tuvieron cinco hijos. Dos de sus hermanos fueron el locutor de radio Oswaldo Bettio y el compositor y acordeonista Arlindo Bettio.
Sólo cursó hasta tercer año de educación primaria, para poder dedicarse a ayudar a su familia. Cuando tenía nueve años de edad, su padre le obsequió un acordeón de ocho bajos y aprendió a tocarla con su hermano mayor. Durante su niñez y juventud vivió en varias localidades debido a las mudanzas familiares. Mientras residió en Lins, fue futbolista en el Clube Atlético Linense. Con veinte años se radicó en São Paulo, en el distrito de Santana, para trabajar como zapatero.
En los años 1950 formó un trío de corta duración, con la dupla sertaneja de Antonio Moraes y Afonso, llamado Sertanejos Alegres. Solía recorrer los estados de São Paulo y Paraná para tocar su acordeón en el mismo tipo de bailes de hacienda que recorría de niño junto con sus hermanos y también en emisoras de radio. Después de tocar el acordeón en un programa para novatos de radio Tupí de São Paulo, al que fue llevado por amigos, formó el grupo Zé Béttio e seu Conjunto. Con este grupo tocó en radio Cometa y grabó su primer disco simple en 1958, en el sello Chantecler. Su primer disco incluye Adivinhação, un calango de su propia autoría, y la ranchera Martim pescador (Martín pescador, con música de Francisco Pracánico y letra de Emilio Magaldi). En 1959 grabó la ranchera Andradas de Teddy Vieira y la polca Começo de festa, de su autoría. En 1960 grabó otra polca de su autoría, Chegou o sanfoneiro, y en 1964 el frevo Barulho da Lapa, en coautoría con Nino Silva.
Su carrera como locutor radial se inició en Radio Difusora de Guarulhos. Durante una de sus presentaciones como músico en esa emisora, el locutor faltó y Zé Béttio improvisó la lectura de los anuncios publicitarios. Su voz y estilo agradó a la audiencia, por lo que fue contratado para un programa de media hora a emitirse los días sábados y que después pasó a ser diario. Al poco tiempo pasó por Radio Cometa, con un programa propio donde también improvisaba con humor los textos publicitarios, y por Radio São Paulo.
A principios de los años 1970 pasó a Radio Record, gracias a Francisco Paes de Barros, donde se hizo conocido a nivel nacional. Logró que en un par de años la radio pasara del decimocuarto al primer lugar de la audiencia, y se mantuviera en ese puesto durante varios años. En esta emisora dio a conocer al dúo Milionário & José Rico. Otros músicos sertanejos que ayudó a conocer fueron Chitãozinho & Xororó.
El 10 de octubre de 1980, su hermano Arlindo Bettio, conocido como «O sanfoneiro mais alegre do Brasil» («El acordeonista más alegre de Brasil»), fue secuestrado en su auto y más tarde asesinado por sus captores. Mientras se producía el secuestro, Zé Béttio transmitía por radio la descripción del vehículo a fin de que pudiera ubicarse a su hermano, antes del desenlace final.
En 1984 pasó a Radio Capital, donde hacía dos programas de dos horas, uno a partir de las 05:00 y otro a partir de las 17:00. Su popularidad era tal que su salario alcanzó a ser cien veces mayor al del presidente brasileño. En esa década también estuvo en Radio Gazeta.
En la década de 1990 mantuvo la columna Encontro com Zé Béttio, en el Jornal Sertanejo, dedicada a artistas sertanejos.
Volvió a Radio Record en 2006, donde condujo un programa matutino hasta su retiro a fines de 2009.
Durante sus últimos años residió en sus haciendas del interior del estado de São Paulo, en Garça y Rinópolis, mientras preparaba un libro de memorias.
En 2016 sufrió un ACV, del que aún se estaba recuperando cuando falleció el 27 de agosto de 2018, a los 92 años, en el barrio Horto Forestal, de São Paulo.

## Discografía
Sencillos
- 1971 - Inspiração
- 1972 - José Bettio
- 1973 - José Bettio
- 1974 - José Bettio
- 1978 - José Bettio

LPs
- Baile na Roça
- 1961 - Chegou o Sanfoneiro
- 1963 - Viva o Sanfoneiro
- 1971 - O Sanfoneiro Mais Premiado do Brasil (Tropicana CBS)
- 1972 - Arrasta-pé com José Bettio
- 1972 - Sanfoneiro do Povo
- 1972 - O Sanfoneiro Mais Premiado do Brasil (Beverly)
- 1972 - Subindo ao Céu (Beverly)
- 1972 - Valsas Famosas (Beverly)
- 1973 - Encontro com o Passado - Valsas (Beverly)
- 1973 - Ataca de Oito Baixos (Beverly)
- 1974 - Sururu no Teclado (Rosicler)
- 1976 - Apresenta 12 Grandes Sucessos (Beverly)
- 1977 - Bailão do Zé Bettio
- 1977 - O Sanfoneiro Mais Premiado do Brasil (Copacabana Discos)
- 1978 - Zé Bettio (Continental)
- 1979 - José Bettio e Roberto Stanganelli - Música e Alegria (Popular)
- 1980 - José Bettio e Seus Convidados (Cartaz)
- 1980 - José Bettio e Seus Convidados (Japoti)
- 1981 - A Charanga do Zé (Copacabana Discos)
- 1984 - Puxa o Fole Zé
- 1985 - A Música, A Natureza e os Animais (Chantecler)

CDs
- 1994 - Bailão do Mexe-Mexe (Warner Music)
- 1997 - José Bettio e Seus Maiores Sucessos [Antología] (Movieplay)
- 1998 - Seleção de Ouro - 20 Sucessos [Antología]
- 1998 - Raízes Sertanejas [Antología] (EMI Music)
- 2000 - Série Bis Sertanejo - José Bettio [Antología]
- 2002 - Alma Sertaneja
- 2008 - José Bettio e Seus Maiores Sucessos [Antología] (Movieplay)
- 2009 - Seleção Especial - Edição de Ouro [Antología]
- 2011 - Sucessos Inesquecíveis do Vinil [Antología]